# البلتع العنبري
المستنير بن عمرو بن بلتعة العنبري التميمي (25 هـ - 95 هـ / 645م - 714م) شاعر من شعراء العصر الأموي ويعرف بالبلتع العنبري وله أخبار وهجاء مع جرير والفرزدق وغيرهما من شعراء العصر الأموي، وكان فصيحاً من أهل اليمامة، وهو ابن خالة الشاعر عمر بن لجأ التيمي.

## اسمه ونسبه
قال البلاذري: «من بني العنبر بن عمرو بن تميم البلتع العنبري». ولم ترفع كتب النسب نسبه إلى بني العنبر بن عمرو بن تميم، وكانت أمه من بني تيم بن عبد مناة من قبائل الرباب ولذلك كان يُعين ابن خالته عمر بن لجأ التيمي على جرير.

## من شعره
قال عمر بن شبة قُتَل زياد بن مقاتل بن مسمع الجحدري البكري من بكر بن وائل مع ابن الأشعث فقالت ابنته حميدة بنت زياد ترثي أباها وتهجو عطية بن عمرو العنبري أبياتاً، فقال البلتع العنبري يرد عليها: